# トノサマゲコモン
トノサマゲコモンは
1. デジタルモンスターシリーズに登場する架空の生命体・デジタルモンスターの一種。
2. デジモンアドベンチャーの登場人物。

## 概要
『デジモンペンデュラム・ネイチャースピリッツ』にて初登場。モデルはトノサマガエル。

## 種族としてのトノサマゲコモン
カラオケの採点システムから生まれた両生類型デジモン。

### 基本データ
- 世代/完全体
- タイプ/両生類型
- 属性/ウィルス
- 必殺技/コブシトーン
- 得意技/ホーンハウリング
- 勢力/ネイチャースピリッツ

### 亜種・関連種・その他
- オタマモン
- ゲコモン

## 登場人物としてのトノサマゲコモン

### 漫画
- ゲコビッチ - デジモンアドベンチャーVテイマー01に登場する個体。ホーリーエンジェモンが召喚したタイチたちを信用せずコブシトーンで現実世界へ送り返そうとしたが、シャンデリアを落下させた大音響で技を無効化されてしまい、渋々彼らの実力を認めることになる。以後直接的な戦闘シーンは存在しない。それなりに重要なキャラクターのはずなのだが目立たず、デジタルモンスターカードゲームのEX-Boosterにも登場しない。

### アニメ
- デジモンアドベンチャー - 第25話、第47話に登場。ゲコモン・オタマモンが暮らす城の城主。ミミの歌によって目覚めると暴君ぶりを発揮し暴れ回るが、メタルグレイモンのギガデストロイヤーに敗れた。ダークマスターズにより奈落の底に落とされた。声は松尾銀三（本編）、楠大典（PSPゲーム版）。
- デジモンアドベンチャー02 - 第15話に登場。前作とは別個体で、無印の個体と比べると暴君っぷりは鳴りを潜めている。また、必殺技である「コブシトーン」が前作では演歌を唄い衝撃波を発生させるものだったのに対し、本作品では肩の管楽器から煙を発射するものへと変わっている。声は前作と同じ松尾銀三。
- デジモンアドベンチャー: - 第53、60、64、67話に登場。『アドベンチャー』と同様にとある城の殿様として登場。声は塩屋浩三。
- デジモンゴーストゲーム - 第59話に登場。声は速水奨。

### ゲーム
- デジモンワールド デジタルカードバトル - パスワードを入力するとレアカードを出す壷を持っている。